# Groupe de Griqua
Le groupe de Griqua est un groupe d'astéroïdes orbitant le Soleil à une distance entre 3,1 et 3,27 UA. Les membres de ce groupe ont des excentricités plus grande que 0,35,,. Le groupe est nommé d'après (1362) Griqua. 
Ces astéroïdes sont en résonance 1:2 avec l'orbite de Jupiter. Par conséquent, leur orbite est instable et graduellement perturbée, sur des milliers d'années, jusqu'à ce qu'elle intersecte celle de Mars ou de Jupiter.

## Caractéristiques
Ces astéroïdes ont des orbites fortement inclinées. La famille compte moins d'une dizaine de membres connus, (1362) Griqua et (8373) Stephengould étant les plus grands.

## Membres
| Nom                 | a      | e       | i       |
| ------------------- | ------ | ------- | ------- |
| (1362) Griqua       | 3.222  | 0.370   | 24.206° |
| (1921) Pala         | 3.2875 | 0.3926  | 19.245° |
| (1922) Zulu         | 3.2367 | 0.48075 | 35.425° |
| (3688) Navajo       | 3.225  | 0.478   | 2.558°  |
| (8373) Stephengould | 3.28   | 0.55    | 41°     |